# Anna Gerasimou
Anna Gerasimou (15 oktober 1987) is een tennisspeelster uit Griekenland.
Zij begon op zesjarige leeftijd met het spelen van tennis.
In de zomer van 2008 nam ze namens Griekenland samen met Eleni Daniilidou deel aan de Olympische Zomerspelen van Beijing. 
Gerasimou speelde geen grandslamtoernooien; in 2009 strandde zij tijdens de kwalificatietoernooien in de eerste ronde van Roland Garros en van Wimbledon.
Tussen 2004 en 2011 kwam Gerasimou 35 maal voor Griekenland uit op de Fed Cup